# 하승창
하승창(河勝彰, 1961년 1월 1일 ~ )은 대한민국의 시민운동가이다. 경제정의실천시민연합 정책실장, 서울특별시 정무부시장을 역임하였다. 대한민국 제19대 대통령 선거에서 더불어민주당 선거대책위원회 사회혁신위원장으로 활동한 후 문재인 정부 초대 사회혁신수석비서관에 임명되었다.

## 학력
- 연세대학교 사회학 학사 졸업
- 연세대학교 대학원 사회학 석사

## 경력
- 1997년: 경제정의실천시민연합 정책실장
- 2000년: <함께하는 시민행동> 사무처장
- 2008년: <시민사회단체연대회의> 운영위원장
- 2009년: <희망과대안> 운영위원장
- 2016년 1월 ~ 2017년 3월: 서울특별시 정무부시장
- 2017년 5월 ~ 2018년 6월: 대통령비서실 사회혁신수석
- 연세대학교 경영대학 객원교수
- 서울시립대학교 초빙교수
- 서울시립대학교 도시사회학과 객원교수
- 노무현재단 이사
- 사람사는세상 노무현시민센터장